# Lorene Scafaria
Lorene Scafaria (Nueva Jersey, Estados Unidos; 1 de mayo de 1978) es una guionista, dramaturga, actriz y directora estadounidense. Es conocida por su trabajo en películas como Nick & Norah's Infinite Playlist (2008), Seeking a Friend for the End of the World (2012) and Hustlers (2019).

## Biografía
Scafaria nació y creció en Holmdel Township, Nueva Jersey, hija de Gail y Joseph R. Scafaria. Su padre fue un inmigrante italiano proveniente de Gioia Tauro, Calabria. Ella se interesó en la escritura cuando escribiría un informe sobre un libro falso una vez al mes, para ganar un regalo de Pizza Hut certificado por su escuela. Comenzó a interesarse en la narración de cuentos y había escrito y producido su primera obra en Red Bank, Nueva Jersey a la edad de diecisiete años. Luego de graduarse en la Escuela de Holmdel en 1995, ella asistió a Lafayette College en Pensilvania por un año antes de cambiarse a la universidad estatal, ya que no podía abonar la matrícula de Lafayette. Ella se graduó en Montclair con una Licenciatura de Arte en Inglés con una especialización en teatro.
Después de mudarse a Nueva York, Scafaria escribió y presentó una obra de teatro llamada “That Guy and Others Like Him”, en la cual ella también actuó. También participó en un pequeño papel en el aclamado cortometraje, “Bullet in the brain”, ganador de varios festivales producido por C. J. Folloni. Todavía su representante no le había conseguido trabajo como escritora, por lo que siguió tomando papeles de actuación, apareciendo en varias producciones de teatro, y en películas como “Big Helium Dog” y “A Million Miles”, entre otras. Ella envió consulta a veinte diferentes agentes, buscando representación, uno de los cuales le respondió que se mudara de Nueva York a Los Ángeles. Allí se convirtió en compañera de Bryan Sipe a quien conocía de una película rodada en Nueva Jersey. Ninguno de sus trabajos fue considerado lo suficiente “comercial” por los estudios, por lo que se unieron para escribir un film de aventuras infantil llamado “Legend has it”. Revolution Studios compró el guion, pero preguntó por una reescritura la cual Scafaria describió como “menos que interesante”, y el proyecto fue archivado.
En 2005, Scafaria fue contratada por Focus Features para adaptar el libro de Rachel Cohn y David Levithan "Nick & Norah’s Infinite Playlist" en una película del mismo nombre. Fue su noveno guion, pero la primera adaptación. Ella dijo “crecí en un barrio de Nueva Jersey, por lo tanto, me identifiqué inmediatamente con los personajes, especialmente con Norah”.
Ella es amiga de Diablo Cody (Juno), Dana Fox (What Happens in Vegas), and Liz Meriwether (No String Attached) con quienes colabora en un grupo de escritura llamado “Fempire”. En 2012 Scafaria y “Fempire” recibieron el Premio Atenea del Festival de la Creatividad y Hermandad. Ella escribió el docudrama “Sweet Relief” para Paramount Pictures y The Migthly Flynn, un guion de especificaciones que creó en Warner Brothers. También escribió Man and Wife, dirigida por Gabriel Muccino.
En 2009, Mandate Pictures rescató el guion de Scafaria “Seeking a Friend for the End of the World”, una comedia romántica enfocada en la búsqueda de un hombre por una conexión significativa con el “fin de los días”. La película marcó el debut de Scafaria como directora, y fue lanzada en junio de 2012.
En 2015, también dirigió una comedia dramática The Meddler basada en su propio guion.
En 2019 escribió y dirigió Estafadoras de Wall Street basada en un artículo publicado en un Magazine de New York Times en 2015 llamado “The Hustlers at scores” por Jessica Pressler.
Estuvo en una relación con el comediante y cineasta Bo Burnham desde 2013 hasta el año 2022.

## Filmografía

### Cine
| año  | Título                                    | Actor | Guionista | Directora | Productora | Compositora | Rol                | Notes                              |
| ---- | ----------------------------------------- | ----- | --------- | --------- | ---------- | ----------- | ------------------ | ---------------------------------- |
| 1999 | Big Helium Dog                            | Sí    | No        | No        | No         | No          | Chastity           |                                    |
| 2001 | A Million Miles                           | Sí    | No        | No        | No         | No          | Jodi               |                                    |
| 2001 | Mayhem Motel                              | Sí    | No        | No        | No         | No          | Abby               |                                    |
| 2001 | Bullet in the Brain                       | Sí    | No        | No        | No         | No          | Eager student      | Corto                              |
| 2004 | Unbound                                   | Sí    | No        | No        | No         | No          | Girl               | Corto                              |
| 2007 | The Nines                                 | Sí    | No        | No        | No         | No          | Game Night Guest   |                                    |
| 2008 | Nick & Norah's Infinite Playlist          | Sí    | Sí        | No        | No         | Sí          | Drunk Girl in Yugo | Soundtrack: "12 Gays of Christmas" |
| 2009 | Whip It                                   | No    | No        | No        | No         | Sí          |                    | Soundtrack "28"                    |
| 2009 | 1045 Mercy Street                         | No    | Sí        | No        | No         | No          |                    | Corto                              |
| 2012 | Seeking a Friend for the End of the World | No    | Sí        | Sí        | No         | No          |                    |                                    |
| 2013 | Coherence                                 | Sí    | No        | No        | No         | No          | Lee                |                                    |
| 2015 | Ricki and the Flash                       | No    | No        | No        | Sí         | No          |                    | Productora ejecutiva               |
| 2015 | The Meddler                               | No    | Sí        | Sí        | No         | No          |                    |                                    |
| 2019 | Hustlers                                  | No    | Sí        | Sí        | Sí         | No          |                    | Co-producctora                     |

### Televisión
| Year      | Title              | Writer | Director | Producer | Role    | Notes                                                                                           |
| --------- | ------------------ | ------ | -------- | -------- | ------- | ----------------------------------------------------------------------------------------------- |
| 2010      | Childrens Hospital | Sí     | No       | No       |         | Episodio: "Show Me on Montana"                                                                  |
| 2012      | Made in Hollywood  | No     | No       | No       | Herself | Episodio #7.30                                                                                  |
| 2012      | Ben and Kate       | Sí     | No       | Sí       |         | Guionista - episodio: "Career Day" Consulting Producetora: 3 episodios compositora: 2 canciones |
| 2013-2014 | New Girl           | No     | Sí       | No       |         | 3 episodios                                                                                     |
| TBA       | Love Is Dead       | No     | Sí       | No       |         | TV                                                                                              |

## Música
En 2007-2008 durante la huelga de escritores de Estados Unidos, Scafaria grado un álbum de voz y piano llamado "Garden Party"
En 2009 en la película Whip It! dirigida por Drew Barrymore aparece en los créditos finales como autora de la canción original "28".
Grabó un segundo disco que está disponible desde el 1 de abril de 2020 en Itunes llamado "Laughter and Forgetting."